# Jurre van Aken
Jurre van Aken (Obdam, 23 maart 2003) is een Nederlands voetballer die doorgaans als verdediger speelt. Hij verruilde in 2025 AZ voor FC Dordrecht.

## Clubcarrière
Van Aken begon met voetballen bij Victoria O uit Obdam en werd in 2014 opgenomen in de jeugdopleiding van AZ. Hij speelde in de seizoenen 2021/22 en 2022/23 voor AZ in de UEFA Youth League, waarbij hij onder andere tegen Villarreal en Juventus speelde en de Youth League won. In juni 2021 kreeg hij zijn eerste profcontract aangeboden. Op 15 april 2022 debuteerde Van Aken voor Jong AZ, tegen ADO Den Haag (0-1). Hij kwam in de 83e minuut in de ploeg voor Jayden Addai. Op 27 januari 2023 maakte hij zijn eerste doelpunt, tegen NAC Breda (1-5).
Medio 2025 tekende Van Aken voor drie seizoenen bij FC Dordrecht.

## Interlandcarrière
Van Aken speelde interlands voor verschillende jeugdelftallen van Nederland.

## Statistieken
| Seizoen | Club         | Competitie     | Competitie | Competitie | Beker | Beker | Overig | Overig | Totaal | Totaal |
| Seizoen | Club         | Competitie     | Wed.       | Dlp.       | Wed.  | Dlp.  | Dlp.   | Dlp.   | Wed.   | Dlp.   |
| ------- | ------------ | -------------- | ---------- | ---------- | ----- | ----- | ------ | ------ | ------ | ------ |
| 2021/22 | Jong AZ      | Eerste divisie | 1          | 0          | 0     | 0     | 0      | 0      | 1      | 0      |
| 2022/23 | Jong AZ      | Eerste divisie | 21         | 2          | 0     | 0     | 0      | 0      | 21     | 2      |
| 2023/24 | Jong AZ      | Eerste divisie | 35         | 2          | 0     | 0     | 0      | 0      | 35     | 2      |
| 2024/25 | Jong AZ      | Eerste divisie | 25         | 0          | 0     | 0     | 0      | 0      | 25     | 0      |
| 2025/26 | FC Dordrecht | Eerste divisie | 0          | 0          | 0     | 0     | 0      | 0      | 0      | 0      |
| Totaal  | Totaal       | Totaal         | 82         | 4          | 0     | 0     | 0      | 0      | 82     | 4      |

Bijgewerkt op 28 juni 2025.